# Golf de Luxembourg
De Golf de Luxembourg is de tweede golfbaan van Luxemburg. Hij ligt op het landgoed Belenhaff bij Junglinster, ongeveer 17km van het centrum van Luxemburg-stad.
Het landgoed is 120ha, heuvelachtig en bebost, en wordt omringd door landbouwgrond en het Grünewald. Eigenaars zijn twee broers, Jean en Marc Weidert.
In 1992 begon men met de aanleg van de baan, die door Green Concept uit Lyon werd ontworpen. Eind 1993 gingen de eerste negen holes open en eind 1994 was de hele 18 holesbaan bespeelbaar. Daarna werd het hoofdgebouw, dat in de 18de eeuw werd gebouwd,  gerestaureerd en in 1996 waren de twee zijvleugels aan de beurt.  
Het clubteam werd in 1996, 2000, 2002 en 2013 kampioen van Luxemburg.
In 2009 en 2010 werd hier het Luxemburgs Amateur Kampioenschap gespeeld.